# Droga R504 (Rosja)
Droga federalna R504  (ros. Федеральная автомобильная дорога Р504 «Колыма́») – droga znaczenia federalnego o długości 2021 km łącząca Niżnij Biestiach nad Leną (po drugiej, wschodniej, stronie rzeki od Jakucka, w Jakucji) z Magadanem nad Morzem Ochockim, stolicą obwodu magadańskiego. Nazywana jest także Traktem Magadańskim lub Traktem Kołymskim (ros. Колымский тракт).
Droga jest miejscami usypana z rozbitych kamieni, przez więźniów łagrów w latach 40. XX wieku. Przy budowie zginęło kilka tysięcy ludzi, w tym wielu Polaków, których pochowano w samej drodze, skąd pochodzi jej alternatywna nazwa, Droga z Kości. Dawniej droga posiadała numer M56. W Niżnym Bestiachu łączy się z Magistralą Amursko-Jakucką, która również nosiła oznaczenie M56 (od 1 stycznia 2008 jako A360). Droga jest przejezdna raczej tylko zimą, przy zamarzniętym gruncie; latem jest miejscami rozmywana przez potoki i koryta rzek, lub przeistoczona przez deszcze w głębokie, pogrążające wszelkie pojazdy błoto – lub po prostu zalana. Ponadto przeprawa przez rzekę Ałdan w pobliżu Chandygi jest możliwa tylko w okresie letnim (promem) lub zimowym (po lodzie).

## Trasa
Droga przebiega przez następujące miejscowości Jakucji i obwodu magadańskiego
| Punkt            | Kilometraż | Uwagi                           |
| ---------------- | ---------- | ------------------------------- |
| Niżnij Biestiach | 22         |                                 |
| Tumuł            | 75         |                                 |
| Tiungiuliu       | 76         |                                 |
| Nuoragana        | 96         |                                 |
| Mugudaj          | 149        |                                 |
| Tiolioj-Diring   | 162        |                                 |
| Czurapcza        | 180        |                                 |
| Charbała 1       | 187        |                                 |
| Charbała 2       | 197        |                                 |
| Kyjy             | 215        |                                 |
| Czierkioch       | 228        |                                 |
| Borobuł          | 248        |                                 |
| Ytyk-Kiujol      | 259        |                                 |
| Uołba            | 291        |                                 |
| rzeka Ałdan      | ok. 370    | przeprawa promowa               |
| Chandyga         | 408        |                                 |
| Tiopłyj Kliucz   | 478        |                                 |
| Razwiłka         | 572        |                                 |
| Kiubiemie        | ok. 730    | odgałęzienie starego traktu     |
| Ust´-Niera       | 970        | most na Indygirce               |
| Artyk            | 1102       |                                 |
| Kadykczan        | ok. 1308   | odgałęzienie starego traktu     |
| Miaundża         | ok. 1315   |                                 |
| Bolszewik        | 1361       | odgałęzienie trasy tieńkińskiej |
| Chołodnyj        | 1381       |                                 |
| Susuman          | 1398       |                                 |
| Poliewoj         | 1438       |                                 |
| Burchała         | 1466       |                                 |
| Jagodnoje        | 1503       |                                 |
| Debin            | 1576       | most na Kołymie                 |
| Orotukan         | 1633       | odgałęzienie drogi na Siejmczan |
|                  | ok. 1710   | odgałęzienie drogi na Ewiensk   |
| Atka             | 1828       |                                 |
| Pałatka          | 1944       | odgałęzienie trasy tieńkińskiej |
| Stiekolnyj       | ok. 1960   |                                 |
| Uptar (Sokoł)    | 1980       |                                 |
| Snieżnyj         | 2005       |                                 |
| Magadan          | 2021       |                                 |